# DS7
DS 7 (з 2017 по 2022 роки DS 7 Crossback) (укр. ДеЕс 7) — середньорозмірний кросовер французького преміум автовиробника DS Automobiles представлений 28 лютого 2017 року. 14 травня 2017 року на інавгурації президент Франції Еммануель Макрон їхав на DS 7 Crossback. Офіційні продажі в Європі почалися в січні 2018 року.

## Опис

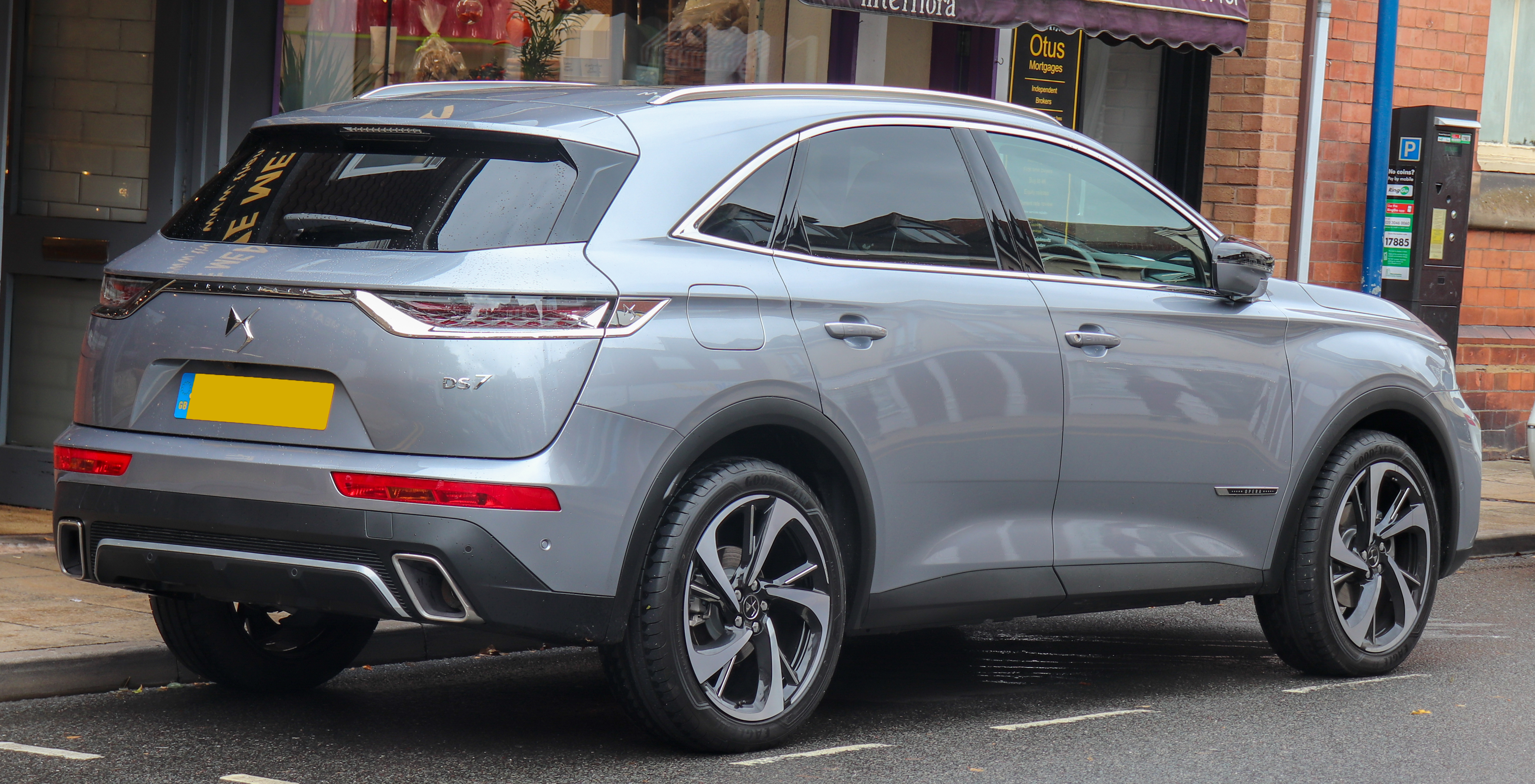
DS 7 Crossback (2017-2022)

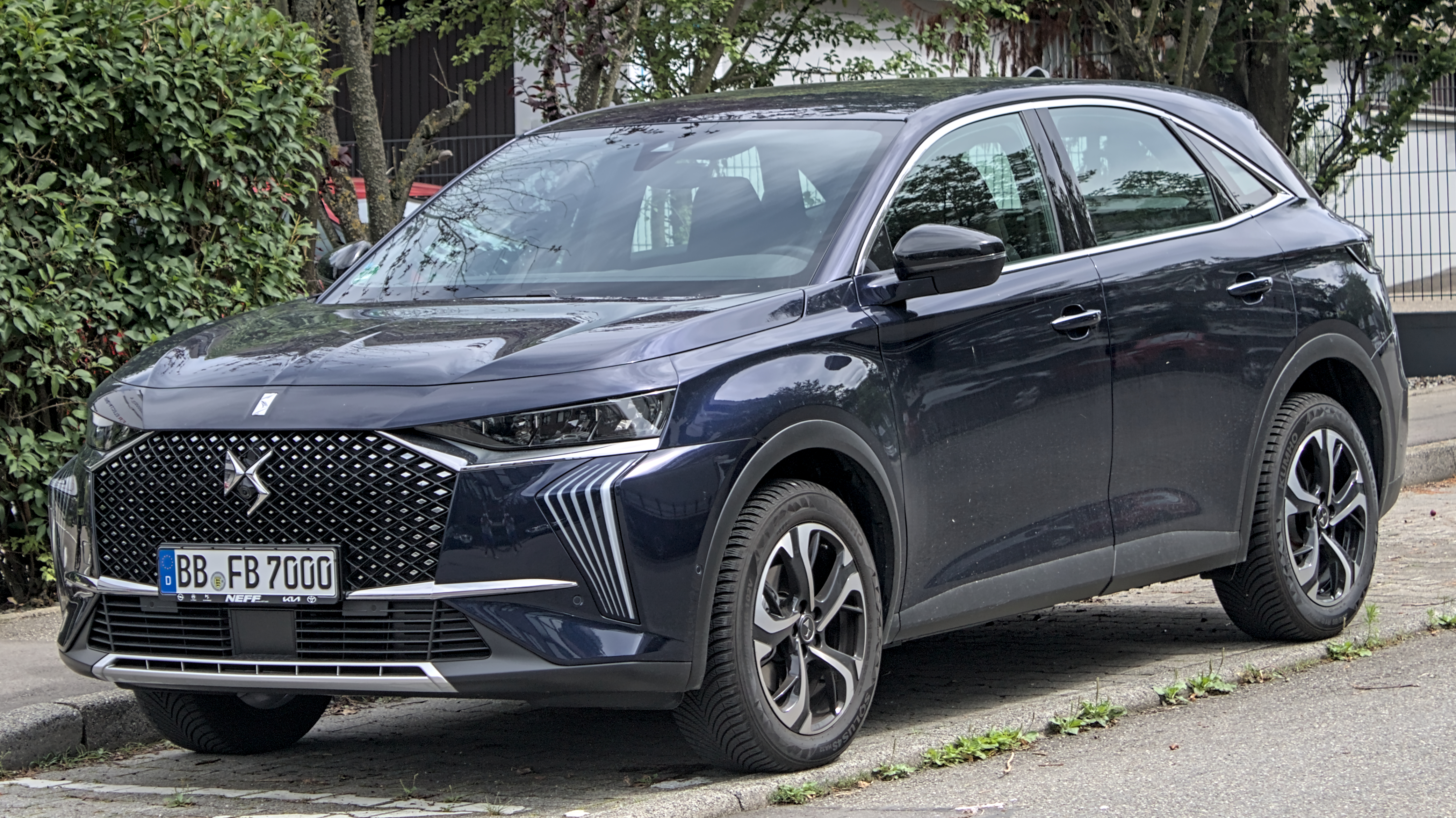
DS 7 (з 2022)

DS 7 Crossback побудований на модульній передньоприводній платформі EMP2 з поперечним розташуванням двигуна, разом з Peugeot 3008 і 5008. Однак DS7 Crossback став першою моделлю на цій платформі, у якій замість напівзалежної підвіски ззаду встановлена багатоважільна підвіска. Випускається кросовер на французькому заводі в Молюзе і китайському в Шеньчжень. Довжина паркетника — 4570 мм, ширина — 1890 мм, висота — 1620 мм.

На вибір доступні бензинові турбомотори об'ємом 1,2 л ТНР (130 к.с.) і 1,6 л ТНР (180 і 225 к.с.), а також турбодизелі 1,5 л BlueHDi 130 к.с. і 2,0 л BlueHDi 180 к.с. Найменш потужна версія оснащена 6-ступінчастою МКПП BVM6, а всі інші — 8-ступінчастим автоматом EAT8.

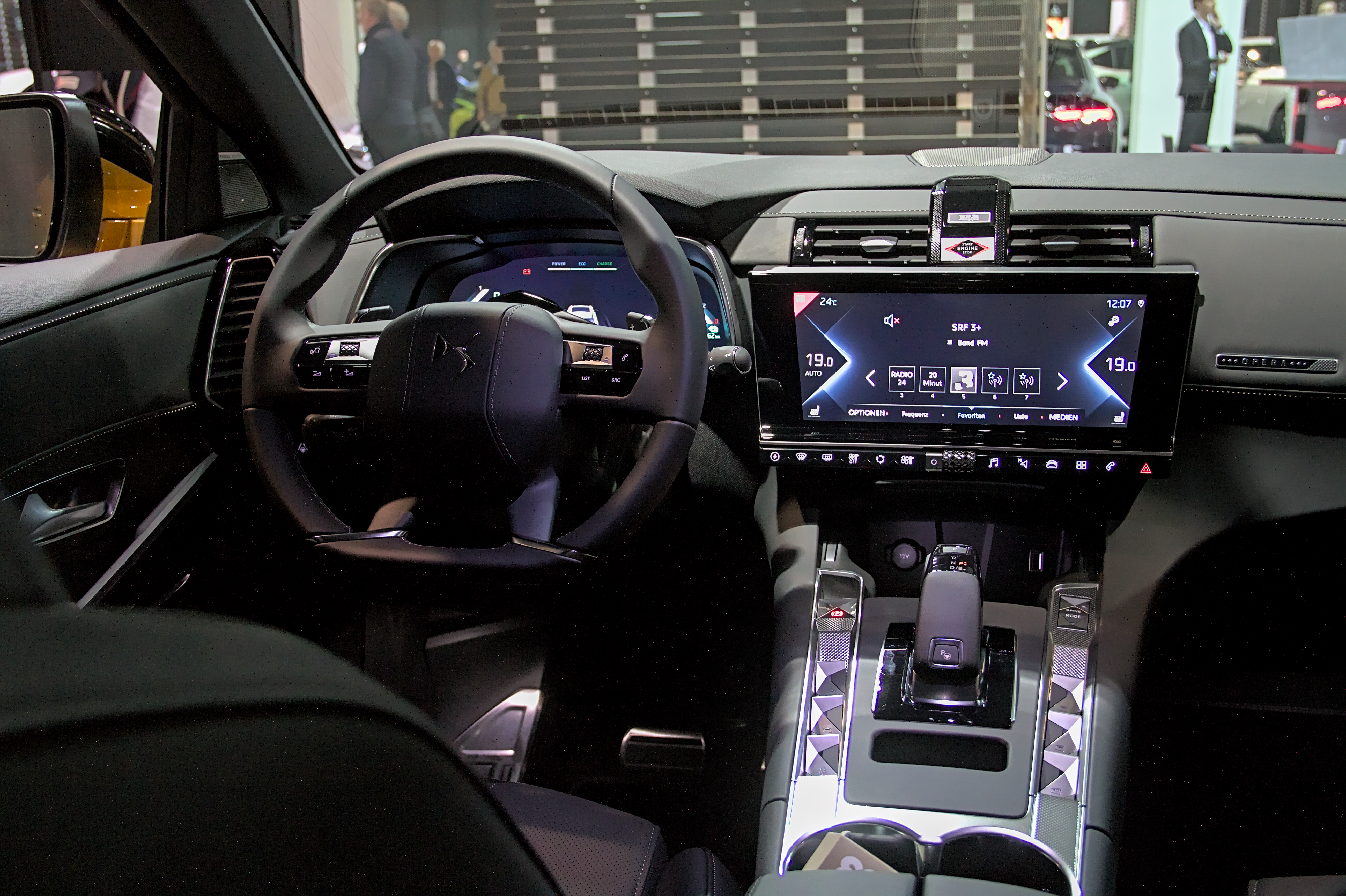
DS 7 Crossback

Автомобіль оснащений активною підвіскою. Але не системою Hydractive з гідропневматичними пружними елементами: ця конструкція відправлена у відставку. Замість неї звичайні пружини і електроннокеровані амортизатори, жорсткість яких змінюється превентивно — на підставі даних з камер, скануючих дорожнє полотно на відстані п'яти метрів перед машиною.

### E-Tense
Є і повний привід, але, не традиційний механічний, а гібридний, як у деяких моделей концерну PSA. Титульною є бензоелектрична модифікація. Під капотом — бензиновий турбомотор 1.6 THP (203 к.с.), конвертований з поширеного двигуна 1.6 сімейства Prince. У зв'язці з ним працюють восьмиступінчастою АКПП Aisin і електромотор потужністю 110 к.с. Цей силовий агрегат обертає передні колеса. А на задній осі встановлений ще один такий самий електричний двигун. Пікова віддача тримоторної силової установки — 304 к.с. і 450 Нм.

## Двигуни

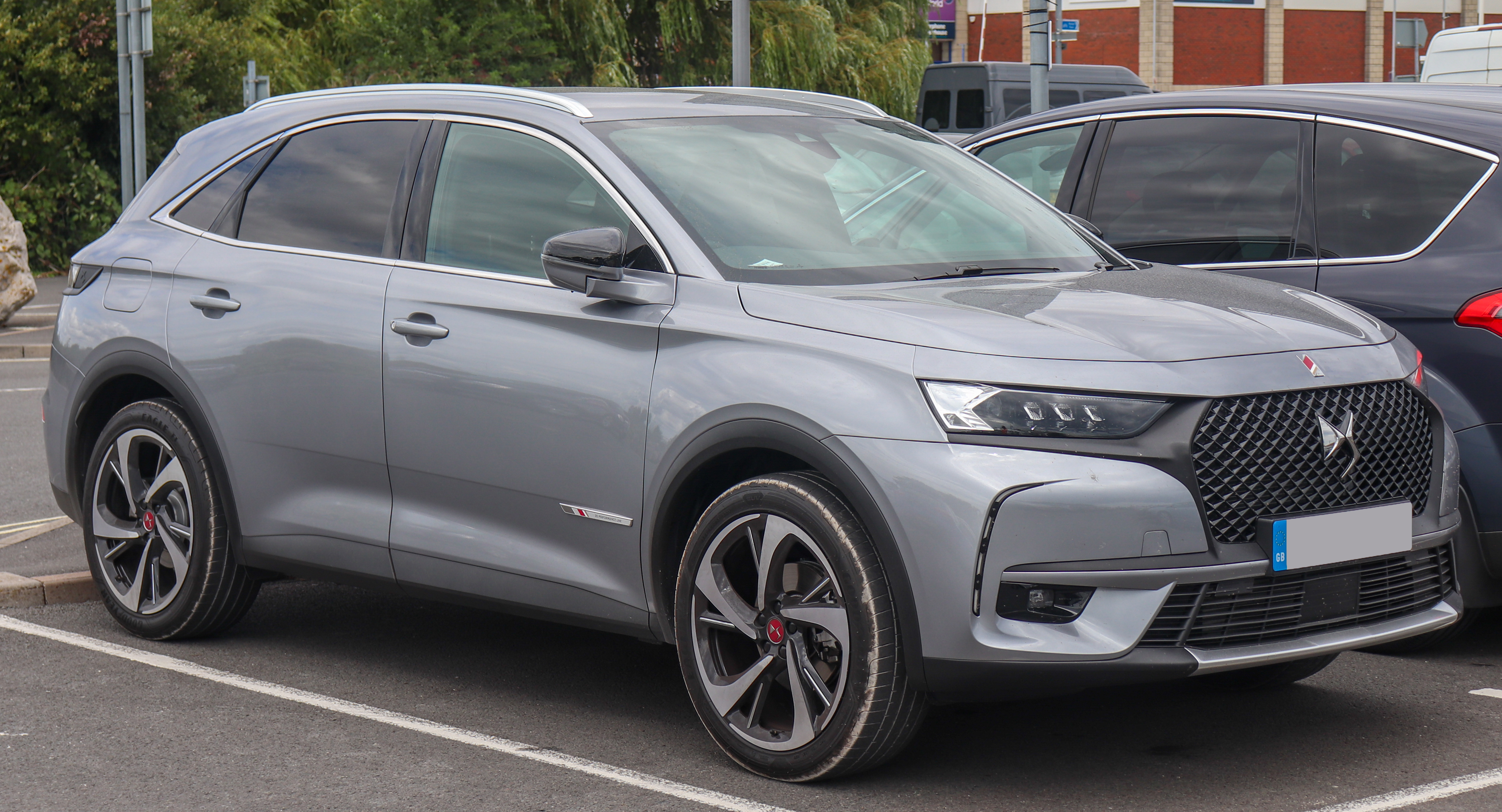
DS 7 Crossback (2017-2022)

### Бензинові
- 1.2 PureTech EB2DTS 130 к.с. BVM6;
- 1.6 PureTech 180 к.с. EAT8;
- 1.6 PureTech 225 к.с. EAT8.

### Дизельні
- 1.5 BlueHDi PSA DV5 130 к.с. BVM6;
- 1.5 BlueHDi PSA DV5 130 к.с. EAT8;
- 2.0 BlueHDi Peugeot/Ford DW10 FC 180 к.с. EAT8.

### Plug-in Hybrid
- E-Tense 1.6 PureTech + 1 електродвигун 225 к.с. EAT8.
- E-Tense 4x4 1.6 PureTech + 2 електродвигуни 300 к.с. EAT8.

## Продажі
| Рік  | Європа | Китай |
| ---- | ------ | ----- |
| 2017 | 537    |       |
| 2018 | 18.566 | 2.244 |
| 2019 | 27.940 | 834   |
| 2020 | 24.087 | 376   |
| 2021 | 24.529 | 22    |